# Myrmeciza goeldii
Myrmeciza goeldii là một loài chim trong họ Thamnophilidae.